# James Harris, 3. hrabě z Malmesbury
James Howard Harris, 3. hrabě z Malmesbury (James Howard Harris, 3rd Earl of Malmesbury, 3rd Viscount Fitzharris, 3rd Baron Malmesbury) (25. března 1807, Londýn, Anglie – 17. května 1889, Londýn, Anglie) byl britský politik, významný představitel Konzervativní strany ve Sněmovně lordů v 19. století. V několika vládách zastával různé funkce, dvakrát byl ministrem zahraničí.

## Kariéra
Pocházel ze šlechtického rodu, byl synem politika, 2. hraběte z Malmesbury. Studoval v Etonu a Oxfordu, poté cestoval po Evropě. V roce 1841 byl krátce členem Dolní sněmovny, téhož roku po otci zdědil šlechtické tituly a vstoupil do Sněmovny lordů (do té doby jako otcův dědic užíval titul vikomt Fitzharris). V letech 1852 a 1858–1859 byl ministrem zahraničí, od roku 1852 zároveň členem Tajné rady. Jako přítel Napoleona III. přispěl v roce 1852 k uznání Francouzského císařství. V dalších konzervativních vládách byl lordem strážcem tajné pečeti (1866–1868 a 1874–1876), v letech 1868–1869 byl mluvčím konzervativní opozice ve Sněmovně lordů. V politice patřil k přísným zastáncům konzervativního směru a patřil k vůdcům Konzervativní strany v Horní sněmovně, jeho působení ve vládních úřadech ale nezanechalo výraznější stopy. V roce 1859 obdržel Řád lázně. V letech 1844–1845 vydal rozsáhlé deníky a korespondenci svého významného předka 1. hraběte z Malmesbury.

## Rodina
Byl dvakrát ženat, jeho první manželkou byla Corisande Bennet (1807–1876), dcera 5. hraběte z Tankerville. Podruhé se oženil v roce 1880 se Susan Hamilton (1854–1935), která byla bezmála o padesát let mladší. Nezanechal potomstvo, titul hraběte zdědil synovec Edward James Harris (1842–1899).
Jeho mladší bratr Sir Edward Alfred Harris (1808–1888) sloužil u námořnictva a dosáhl hodnosti admirála. Po Jamesově nástupu do funkce ministra zahraničí vstoupil do diplomatických služeb a byl dlouholetým britským vyslancem ve Švýcarsku (1858–1867) a Nizozemí (1867–1877).
Rodovým sídlem je od roku 1660 zámek Malmesbury House (Wiltshire), který má svou současnou podobu z přestavby na přelomu 17. a 18. století.